# Santa Cruz de Yanguas
Santa Cruz de Yanguas es una localidad y también un municipio de la provincia de Soria, 
partido judicial de Soria, comunidad autónoma de Castilla y León, España. Pueblo de la comarca de Tierras Altas.
Desde el punto de vista jerárquico de la Iglesia católica forma parte de la diócesis de Osma la cual, a su vez, pertenece a la archidiócesis de Burgos.

## Geografía

Término municipal

Santa Cruz de Yanguas es un pequeño pueblo que se halla situado en la cuenca del río Baos, cerca de la confluencia con el arroyo de Peña Colorada y es un conjunto de iglesia ayuntamiento y caserío, de arquitectura popular serrana de piedra de sillarejo, bien conservada y restaurada con esmero. Está situado en la comarca de Tierras Altas. Tiene uno de los inviernos más fríos de España.
En su término e incluidos en la Red Natura 2000 los siguientes lugares:
- Lugar de Interés Comunitario conocido como Riberas del Río Cidacos y afluentes, ocupando 22 hectáreas, el 1 % de su término.[1]
- Lugar de Interés Comunitario conocido como Sierras de Urbión y Cebollera ocupando 1890 hectáreas, el 56% de su término.[2]
- Zona Especial Protección de Aves conocida como sierra de Urbión ocupando 1895 hectáreas, el 57% de su término.[3]

### Parajes
En este pueblo es de destacar el parque de Valdarcel variación de ¨Valdearce¨ ubicado en un bello paraje junto al río Baos, donde hay un rústico puente romano y existe un yacimiento de huellas de dinosaurio muy visitado. Este paraje está adornado por unos frondosos árboles, donde abundan los fresnos y hay variedades como chopos, nogales y otros.
Al Noroeste de Santa Cruz existe una extensa zona de bosque natural, poblado de hayas y pinos silvestres que cubren los 8 o 9 valles, por los cuales discurren los arroyos que forman el nacimiento del río Baos. Al recorrer este bosque se ven unos paisajes hermosos y te puedes encontrar con fauna y flora muy variada y muy interesantes.
Esta zona y todo el territorio municipal de Santa Cruz de Yanguas, están integrados en la Reserva Regional de Caza de Urbión, donde hay abundante caza mayor, como ciervos, corzos, jabalíes y paso de palomas. (fuente: Félix Jiménez Jiménez)

## Historia
Lugar que durante la Edad Media formaba parte de la Comunidad de Villa y Tierra de Yanguas, en el censo de Floridablanca denominado Partido de Yanguas, señorío del marqués de Aguilar.
A la caída del Antiguo Régimen la localidad se constituye en municipio constitucional, conocido entonces como  Santa Cruz y Verguizas en la región de Castilla la Vieja, partido de Ágreda que en el censo de 1842 contaba con 66 hogares y 256 vecinos.
A mediados del siglo XIX crece el término del municipio porque incorpora a Villartoso.
En Santa Cruz de Yanguas se elaboraba Carbón vegetal.
Sus ganados formaron parte de la Trashumancia a través de la Cañada Real Soriana Oriental.

## Geografía humana

### Demografía
Cuenta con una población de 56 habitantes (INE 2024).
| Gráfica de evolución demográfica de Santa Cruz de Yanguas entre 1842 y 2021 |
| |
| Población de derecho según los censos de población del INE Población de hecho según los censos de población del INEEn este censo se denominaba Santa Cruz y Verguizas: 1842 En este censo se denominaba Santa Cruz: 1857 Entre el censo de 1857 y el anterior, crece el término del municipio porque incorpora a 425144 (Villartoso) |

### Población por núcleos
| Núcleos               | Habitantes (2000) | Habitantes (2009) |
| --------------------- | ----------------- | ----------------- |
| Santa Cruz de Yanguas | 41                | 46                |
| Valdecantos           | 0                 | 0                 |
| Villartoso            | 20                | 23                |

## Patrimonio

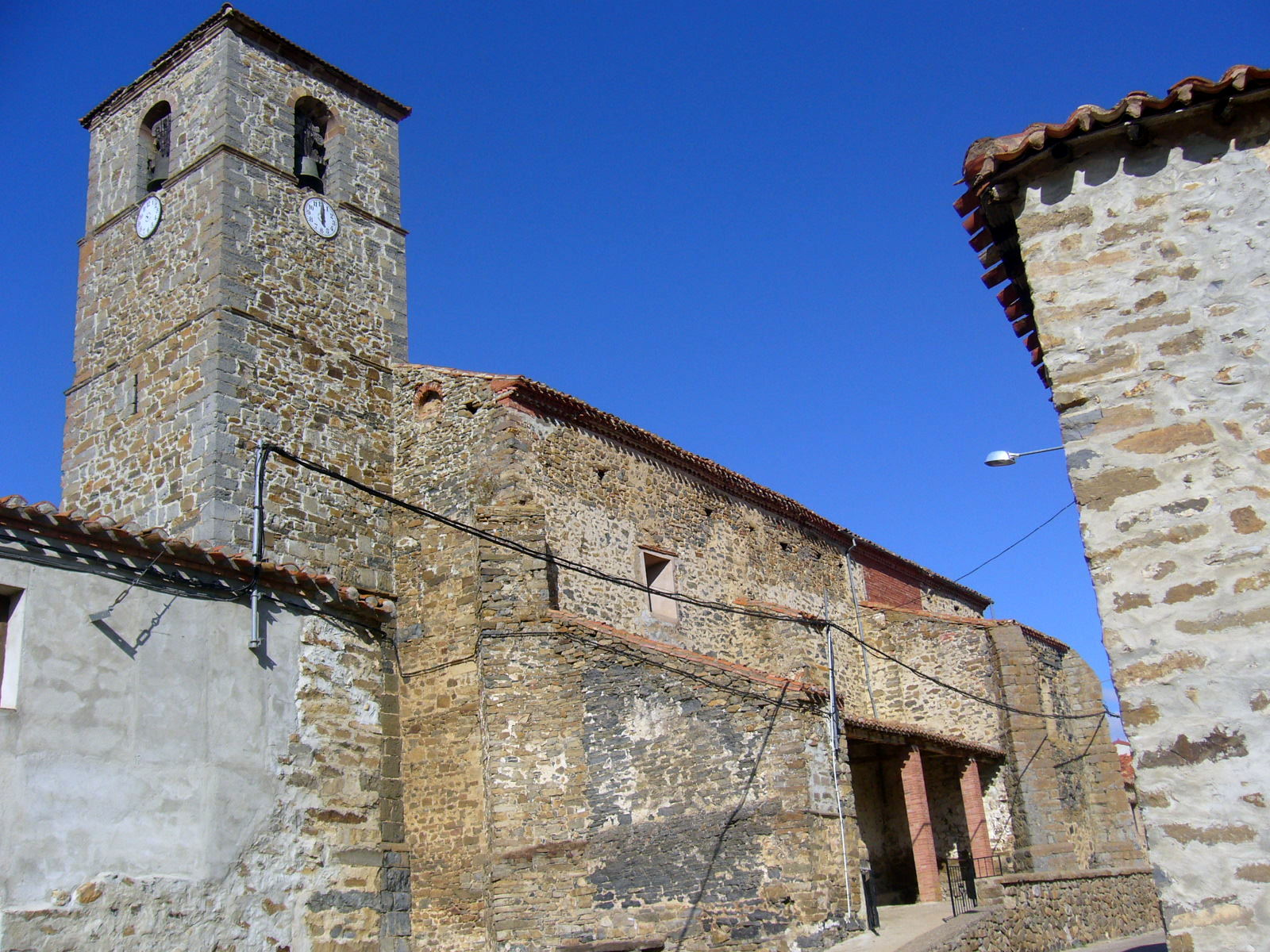
Iglesia de la Santísima Trinidad

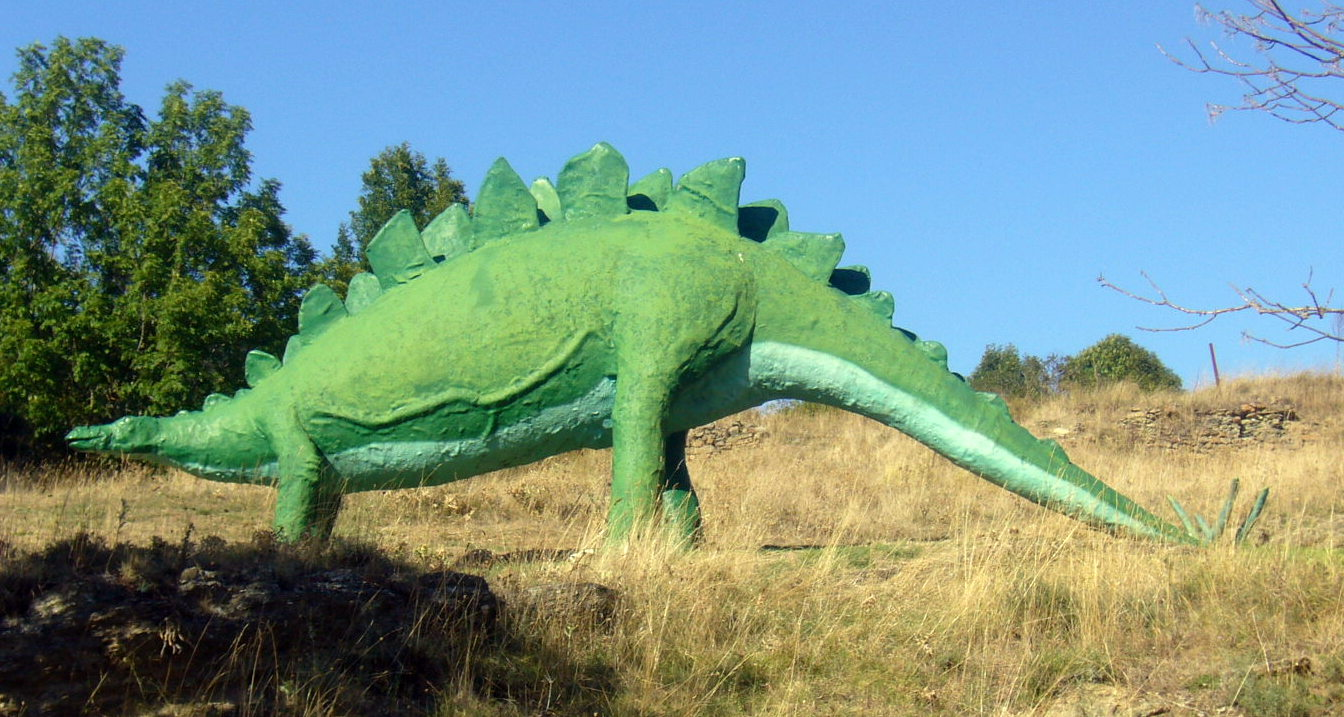
Stegosaurio de Santa Cruz de Yanguas

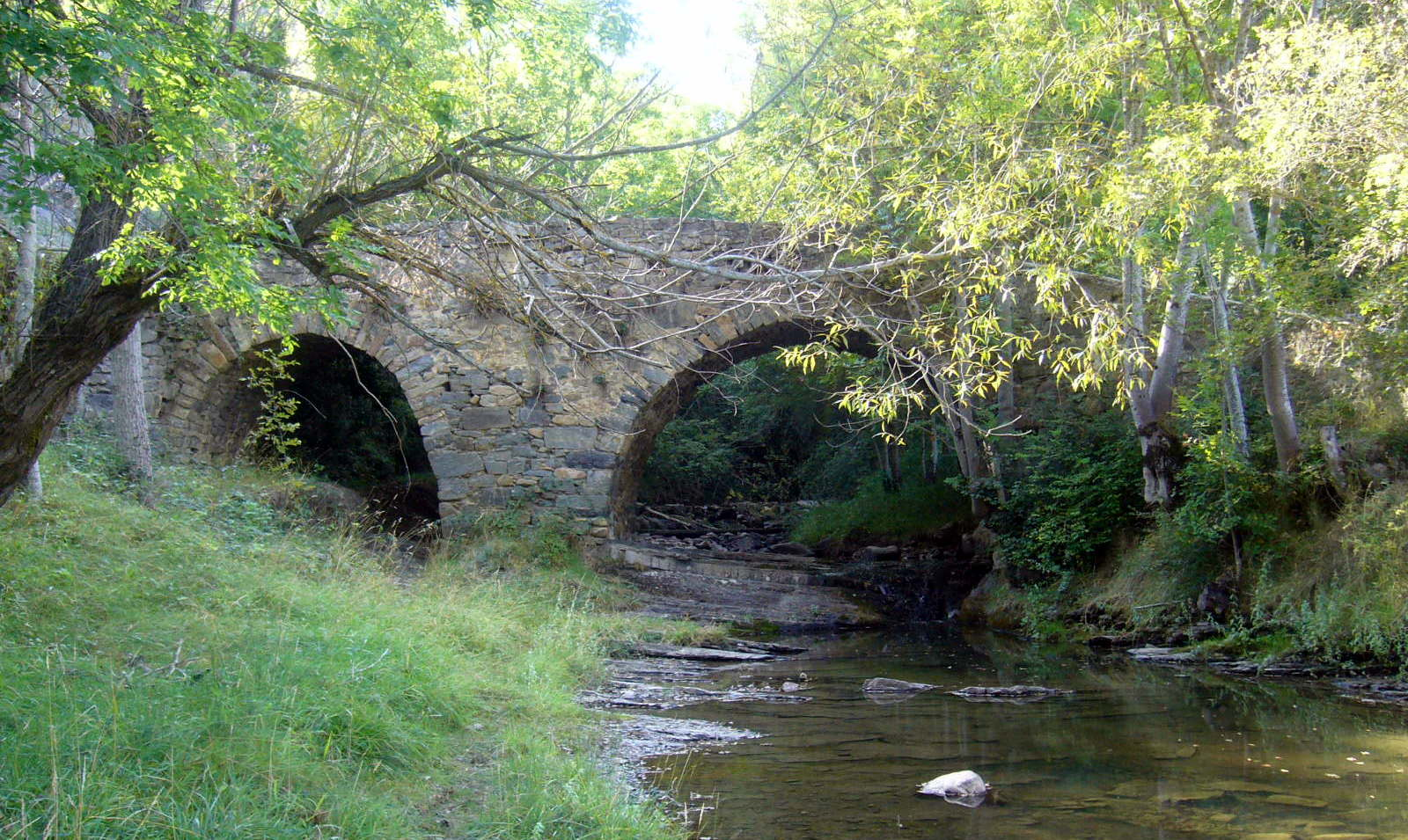
Puente sobre el río Baos

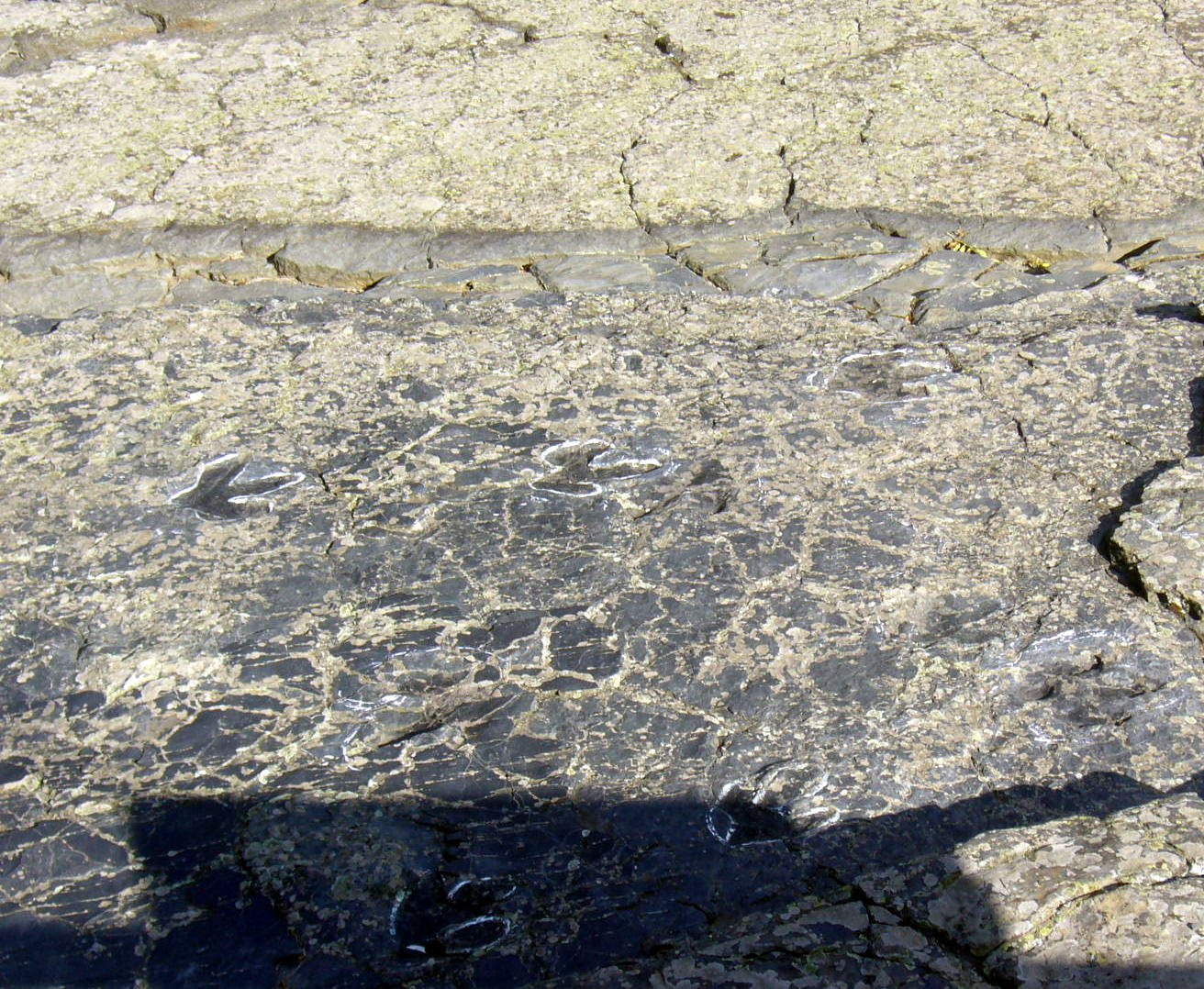
Yacimiento de huellas de Icnitas en Santa Cruz de Yanguas

- Iglesia, de buena fábrica, está dedicada al Misterio de la Santísima Trinidad.
- Construcciones privadas y edificios municipales de arquitectura serrana.
- Ruta de las Icnitas con icnitas o huellas tridáctilas de dinosaurios carnívoros. La Diputación de Soria ha instalado una maqueta gigante del Stegosaurio.
- Museo del bosque: réplica de una cabeza de dinosaurio, historia y murales del bosque de Santa Cruz.